# Пенсакола (тежък крайцер, 1929)
Пенсакола (на английски: USS Pensacola (CL/CA-24)) е тежък крайцер на ВМС на САЩ, главен кораб на едноименния тип. Третият кораб в американския флот, който носи името на град Пенсакола, Флорида. Японската радио пропаганда му дава прякора „Сивият призрак“ (на английски: Grey Ghost).
Корабът е построен в Нюйоркската корабостроителница в Бруклин. Спуснат е на вода на 25 април 1929 г., влиза в строй на 6 февруари 1930 г.
Първоначално е класифициран като лек крайцер (CL-24), на 1 юли 1931 г. е прекласифициран в тежък (CA-24).

## История на службата

### Преди войната
След влизането си в строй, корабът изпълнява задачите на учебно-боен крайцер, осъществяващ подготовката на офицери за по-съвременните тежки крайцери на американския флот. От 24 март до 5 юни 1930 г. крайцерът прави своя първи поход по маршрута Ню Йорк – Панамски канал – Каляо – Валпарайсо – Ню Йорк. В течение на четири години крайцерът се базира на източното крайбрежие и действа в Карибско море, а също има редица преходи към бреговете на Калифорния и Хаваите.
През януари 1935 г. 4-та дивизия, в състава на която влиза корабът, е преведена в Тихия океан. На 30 януари Pensacola пристига на новото си място за базиране – Сан Диего. След началото на Втората световна война крайцерът е преведен в базата Пърл Харбър. Оттам той има учебни походи към атолите Френч Фригат Шолс и Мидуей, а също и Гуам.

През 1940 г. крайцерът става един от шестте кораба, снабдени с новите радари CXAM на фирмата RCA.

### Втора световна война

#### 1941 – 1942
На 29 ноември 1941 г. Pensacola се насочва с конвой за Манила, което му позволява да избегне трагедията в Пърл Харбър. След нападението на японците, крайната точка на конвоя е изменена и на 22 ноември корабите пристигат в Бризбейн.
На 19 януари 1942 г. крайцерът се връща в Пърл Харбър и е изпратен на патрулиране близо до Самоа. На 17 февруари корабът влиза в състава на съединението TF-11, ядрото на което става самолетоносачът USS Lexington (CV-2).
На 20 февруари при остров Бугенвил крайцерът участва в отразяването на нападението на японската авиация. С огъня на зенитната артилерия на крайцера и със самолетите на Lexington са свалени 17 японски самолета. Съединението продължава да води патрулиране в Коралово море. На 6 март към групата се присъединява самолетоносачът USS Yorktown (CV-5). На 10 март съединението наближава бреговете на Нова Гвинея и нанася удар по японските бази в Саламауа и Лае. След завършване на операцията корабите се насочват за Нумеа за попълване на запасите. До 8 април Pensacola патрулира съвместно с Yorktown, а след това пристига в Пърл Харбър и се заема с превозване на самолетите на 212-а морска изтребителна ескадрила на Ефате. На 26 май се връща на Хаваите заедно със самолетоносача USS Enterprise (CV-6).

Почти веднага корабите отново излизат в морето и на 2 юни се присъединяват към съединението TF-17 близо до Мидуей. След два дена започва сражението за атола.
Самолетите на адмирал Спрюенс атакуват японските самолетоносачи – сериозни повреди получават Akagi, Kaga и Sōryū. Четвъртият японски самолетоносач – Hiryū – атакува Yorktown и му нанася големи повреди. Pensacola се устремява на помощ на горящия кораб, но към момента на пристигането на мястото на боя състоянието на Yorktown е безнадеждно. Крайцерът получава заповед да се върне при Enterprise, който преследва оттеглящите се японски кораби. В хода на този бой крайцерът получава попадение от торпедо в района на камбуза.
На 13 юни корабът се връща в Пърл Харбър, но вече на 22 юни отново излиза в морето за превоз на морски пехотинци за Мидуей. След това до 7 август се занимава с патрулиране и бойна подготовка в Хавай.
С началото на десантната операция на Гуадалканал крайцерът взема курс за Соломоновите острови, съпровождайки самолетоносачите USS Saratoga (CV-3), USS Hornet (CV-8) и USS Wasp (CV-7). Отсъствието на противолодъчно въоръжение на крайцера става една от причините за това, че японските субмарини потопяват Wasp, а Saratoga получава повреди в резултат на торпедна атака.
На 2 октомври, заедно с Hornet, крайцерът се насочва в района на острова Санта Изабел. На 24 октомври корабите се присъединяват към Enterprise за прихващане на японските кораби, плаващи за Тулаги.
На 26 октомври започва сражението при островите Санта Крус. Американските бомбардировачи нанасят повреди на самолетоносачите Zuihō и Shōkaku, а лекият крайцер Yura е потопен. Ответният удар на японските самолети потопява Hornet. Pensacola взема 188 оцелели от загиналия самолетоносач и ги доставя на Нумеа.

На 2 ноември крайцерът отплава с конвой за Гуадалканал. На 12 и 13 ноември корабът прикрива Enterprise в хода на сражения при Гуадалканал.
На 29 ноември Pensacola в състава на съединението TF-67 под командването на контраадмирал Карлтън Райт излиза за прихващане на японски конвой, плаващ за Гуадалканал. Малко преди полунощ на 30 ноември американските кораби се сблъскват с противника близо до остров Саво. Американците първи откриват огън и потопяват разрушителя Takanami. Японските кораби изстрелват торпеда. Две от тях уцелват крайцера USS Minneapolis (CA-36), още едно – крайцера USS New Orleans (CA-32). Избягвайки стълкновение с повредените кораби, Pensacola получава попадение от торпедо, довело до наводняване на машинното отделение и взрив на част от боезапаса, загиват 125 члена на екипажа. Последният в колоната американски крайцери – USS Northampton (CA–125) – също получава две попадения от торпеда и потъва. Независимо от повредите и пожара, Pensacola успява на свой ход да достигне Тулага.
След оперативен ремонт, корабът отначало се насочва за Еспириту Санто, а оттам за Пърл Харбър за пълно отстраняване на повредите.

#### 1943 – 1945
На 19 ноември 1943 г. крайцерът води бомбардировки над японските укрепления на атолите Бетио и Тарава. На 20 ноември крайцерът осъществява прикритие на десант, а по-късно съпровожда самолетоносача USS Independence (CVL-22) към Фунафути.
През януари 1944 г. крайцерът изпълнява задачи по огнева поддръжка на десантите на Куаджалин и Маджуро. От 30 март до 1 април влиза в състава на прикритието на самолетоносачите, атакуващи японските позиции на Каролинските острови.
През май корабът влиза за кратък ремонт, а след това отплава за Курилите, където води обстрели над японските аеродруми на островите Мацува и Парамушир. През юли крайцерът патрулира във водите на Аляска, а на 8 август се насочва към Пърл Харбър.
На 3 септември Pensacola участва в нанасянето на удара по остров Уейк. На 9 октомври обстрелва японските укрепления и радиостанция на остров Маркус.
На 16 октомври крайцерът се присъединява към съединението бързоходни самолетоносачи за оказване на поддръжка на корабите на 7-ми флот, атакуващ Филипините. Участва в нанасянето на удара по Лусон и в атаката над Лейте. На 25 октомври взема участие в боя при нос Енганьо.
В нощта на 11 срещу 12 ноември крайцерът обстрелва Иводжима. На 20 ноември, по време на прехода за Сайпан, от кораба откриват перископа на японска подводница. Субмарината е таранирана от разрушителя USS Case (DD-370), но след известно време японски кайтен атакува и унищожава танкера USS Mississinewa (AO-59). На 22 ноември крайцерът пристига в Сайпан за подготовка на нахлуването на Иводжима. На 6 декември оръдията на Pensacola изстрелват 500 снаряда по японските укрепления на острова. Следващия обстрел над японските позиции крайцерът прави от 24 до 27 декември.
На 27 януари корабът отплава от Улити в състава на съединението на адмирал Роджерса и през Тиниан се насочва за Иводжима за оказване на поддръжка на десанта.
На 17 февруари крайцерът попада под обстрела на японските брегови батареи, получавайки шест попадения, загиват 17 члена на екипажа. След кратък ремонт Pensacola отново се връща към Иводжима и до началото на март успешно подавя с огъня на артилерията си японците.
На 20 март крайцерът излиза в морето за участие в атаката над Окинава – последният японски форпост. На 25 март корабът осъществява обстрел над позициите на японците, прикривайки тралчиците, подготвящи фарватера за десантните кораби. На 27 март крайцерът е атакуван от подводница. Благодарение на бдителността на екипажа торпедата са забелязани и корабът успява да ги избегне – едно от тях минава едва на 6 метра от корпуса.
До 15 април Pensacola действа при Окинава, след което през Гуам и Пърл Харбър се насочва за ремонт в корабостроителницата Mare Island NSY. На 3 август корабът пристига в Адак, където и посреща края на войната. На 8 септември, заедно с другите кораби на 5-а дивизия крайцери, хвърля котва в залива Оминато на Хоншу.

### Следвоенен период
На 14 ноември крайцерът отплава от Оминато и се насочва към Иводжима, откъдето превозва 200 ветерана в Сан Франциско. През януари 1946 г. Pensacola доставя още 700 войника от Гуам в Сан Диего.
На 29 април 1946 г. корабът преминава в Пърл Харбър за подготовка към операцията „Crossroads“ – ядрените изпитания на атола Бикини. Крайцерът издържа два ядрени взрива – на 1 и 25 юли. На 24 август крайцерът е отбуксиран към атола Кваджалейн и изведен в резерв. Корпусът на кораба е предаден за изучаване на последствията от ядрените изпитания. След завършване на тези работи, корабът е унищожен по време на артилерийски стрелби близо до крайбрежието на щата Вашингтон.

## Награди
За времето на носене на своята служба крайцерът е награден с 13 Бойни звезди.

## Командири на кораба
- капитан 1-ви ранг (кептън) Алфред Греъм Хоу (6 февруари 1930 – 28 декември 1931)
- кептън Дейвид Уорт Багли ст. (28 декември 1931 – 10 юни 1933)
- кептън Хърбърд Харлан Майкъл (10 юни 1933 – 12 април 1935)
- кептън Ръсел Креншоу (12 април 1935 – 16 юни 1936)
- кептън Джордж Хол Боуди (16 юни 1936 – 6 декември 1937)
- кептън Ендрю Дениел Дени (6 декември 1937 – 16 декември 1939)
- кептън Норман Скот (16 декември 1939 – 21 януари 1942)
- кептън Франк Лоу (21 януари 1942 – 19 май 1943)
- кептън Алън Маллиникс (19 май 1943 – 12 юни 1943)
- кептън Рендъл Диз (12 юни 1943 – 19 май 1944)
- кептън Уилард Джон Суитс (19 май 1944 – февруари 1946)
- кептън Доналд Джеймс Рамзи (февруари 1946 – 26 август 1946)

## Коментари
1. ↑  Буквите показват принадлежността към определен класː ВВ – линкор, СС, CL, СА – съответно линеен, лек или тежък крайцер, CV – самолетоносач, DD – разрушител, SS – подводница и т.н.